# Tangará (Santa Catarina)
Pour les articles homonymes, voir Tangará et Tangara.
Tangará est une ville brésilienne de l'intérieur de l'État de Santa Catarina.

## Géographie
Tangará se situe par une latitude de 27° 06′ 17″ sud et par une longitude de 51° 14′ 50″ ouest, à une altitude de 641 mètres.
Sa population était de 8 674 habitants au recensement de 2010. La municipalité s'étend sur 389 km2.
Elle fait partie de la microrégion de Joaçaba, dans la mésorégion Ouest de Santa Catarina.

## Administration
La municipalité est constituée de trois districts :
- Tangará (siège du pouvoir municipal)
- Irakitan
- Marari

## Villes voisines
Tangará est voisine des municipalités (municípios) suivantes :
- Videira
- Fraiburgo
- Monte Carlo
- Campos Novos
- Ibiam
- Ibicaré
- Pinheiro Preto